# TV Tropical (São Luís)
A TV Tropical foi uma emissora de televisão brasileira localizada na cidade de São Luís, no Estado do Maranhão, sintonizada pelo canal 23 UHF. A emissora pertencia ao grupo Alegria Produções e entrou no ar em 13 de agosto de 2003 até 5 de junho de 2009.

## História

### 2003 a 2008
A TV Tropical entrou no ar em 13 de agosto de 2003, afiliada à Central Nacional de Televisão (CNT), mas três dias depois, mudou para a TV Diário. Durante o ano de 2003, a emissora serviu apenas espécie de repetidora da rede, sem  nenhuma exibição de programas e comerciais locais.
Em março de 2004, começou a exibir os primeiros comerciais locais e estreava o programa local A Grande Jogada às 11h30min (em versão do programa local inspirado pelo mesmo nome do programa da Diário). apresentado por Juracy Vieira e Juracy Vieira Filho.
Em 2005, a emissora manteve-se fiel à ideia de abrir o maior espaço possível à programação local, a exemplo do que a própria Diário tem feito com o Nordeste e muito em especial com o Ceará. Assim, dando continuidade aos esforços visando o aprimoramento de sua programação, contratou empresa especializada na administração de veículos de comunicação, a Alegria Produções, responsável pela administração da Mais FM (99,9 MHZ), a rádio mais ouvida na Grande São Luís.
Em 12 de agosto de 2007, no aniversário de 4 anos da emissora, a direção anunciou o investimento de R$ 2 milhões de reais. No aniversário, a emissora anunciou que vai ter 18 horas de programação local (o resto é com a Diário). Porém com passar dos meses, não ocorreu.
Em 17 de março de 2008, estreou entre 18hs30 até 19hs, o programa policial Rota 23 (versão do Rota 22 da rede exibida no mesmo horário), sob apresentação de Wellington Albuquerque, filho do comunicador Raimundo Nonato da Silva, o Jairzinho. No entanto, a atração ficou apenas dois meses no ar.
Em agosto, a Mais FM e Alegria Produções se associaram no 5º aniversário da TV Tropical. A partir de então a emissora passou a receber uma série de investimentos, tanto no aspecto técnico, administrativo, comercial, como artístico. O sistema irradiante da emissora foi todo reparado e reajustado para um melhor aproveitamento. O mesmo aconteceu com o transmissor e todos os seus periféricos. O estúdio da emissora recebeu completa reforma, incluindo novos sistemas de refrigeração e iluminação. A emissora também adquiriu câmeras digitais, microfones, luminárias portáteis e diversas unidades móveis a fim de permitir a mais completa cobertura dos fatos locais. Em paralelo foi desenvolvida toda estratégia de reposicionamento da empresa no mercado. A direção financeiro-administrativa passou a ser do próprio diretor da Alegria Produções, Sérgio Monteiro e a direção artística do radialista Léo Felipe, responsável pelo sucesso da Mais FM desde 2000. Em entrevista concedida ao jornal O Imparcial, na época do aniversário da emissora, os diretores da Alegria Produções informaram que novos programas estão sendo preparados para dar continuidade ao projeto da emissora de valorizar as coisas do Maranhão.
Em setembro, estreou Alegria no Ar, novo programa de entretenimento, que vai ao ar de segunda a sexta, sempre às 14hs. Os apresentadores são Léo Felipe, Mary Beltrand (com fofocas e novelas) e Dália Dominicci (com as brincadeiras da bomba).
Em outubro, a emissora realiza entrevistas com candidatos a prefeito de São Luís às 21hs com duração de uma hora. Sorteio realizado na emissora definiu o candidato do PC do B, Flávio Dino, como primeiro entrevistado e o segundo do PSDB, João Castelo. As entrevistas foram realizadas nos dias 16 (Dino) e 17 (Castelo). Foram abordados Educação, Saúde, Projetos Sociais, Infraestrutura, Tributos e Geração de Emprego e Renda. A entrevista foi conduzida pelo jornalista e atual diretor de jornalismo da TV Tropical Adalberto Melo.
Em 24 de novembro, a KJ Comunicação (de propriedade de Juracy Vieira e Juracy Vieira Filho) e a TV Tropical realizaram na noite a primeira edição do Troféu Maranhense, na Batuque Brasil, quando foram premiados os melhores do Campeonato Maranhense de 2008, escolhidos por intermédio da internet.

### 2009
O ano de 2009 começa com a programação local:
- A Grande Jogada. Segunda à sexta de 12h às 12h30 e Segundas de 20h30 às 21h30. Apresentação Jurassi Vieira e Jurassi Filho (pai e filho).
- Fala Cidadão. Segunda à sexta de 13h às 14h30. Apresentação de Oswaldo Maia.
- Alegria no Ar. Segunda à sexta de 15h às 16h. Apresentação de Léo Felipe & Mary Beltrand.
- Alegria Teopical. Segunda à sexta em diversos horários da programação. Apresentação de Kéke Borges.
- Espaço Habitare. Sábados e domingos de 10h30 às 11h, com reprise às quartas-feiras de 22h50 às 23h20.
- Programa Edivaldo Holanda. Sábados de 11h às 12h. Reprise aos domingos de 15h às 16h.Apresentação de Edivaldo Holanda.
- Informativo 23. Diariamente, a qualquer momento durante a programação.
- Segunda Opinião. Segundas de 12h às 12h30. Apresentação Adalberto Melo.

Nos dias 22, 23 e 24 de fevereiro, a emissora transmitiu ao vivo Carnaval Maranhense em São Luís por três dias seguidos, sempre começando às 22hs15min, até início da manhã.

#### Fim de Transmissão da TV Diário
Enquanto a TV Tropical transmitia ao vivo o último dia do Carnaval Maranhense, na madrugada do dia 25 de fevereiro, a TV Diário que era transmitida em sinal analógico da StarOne C2 na frequência 1080 MHz para as antenas parabólicas, afiliadas e retransmissoras de todo o Brasil, atingindo toda a América do Sul e partes da América Central, saiu do ar e deixou ser transmitida em via satélite.
Antes disso, cinco dias antes, a rede emitiu comunicado oficial sobre a saída do sinal do satélite às agências de publicidade, na qual daqui a cinco dias a emissora sairá do ar no satélite, decidindo transmitir apenas no Ceará e operadoras de TV paga. Em nenhum momento, não fez esse aviso semelhante aos telespectadores da rede.
No decorrer do ano, a saída da Diário em transmissão analógica nas parabólicas, gerou diversas reclamações dos telespectadores pela internet (através de blogs e o site de relacionamento orkut). Eles alegam que a saída da rede em sinal analógica foi devido à pressão das Organizações Globo (que tem a Rede Globo) fez ao Sistema Verdes Mares (que tem como afiliada TV Verdes Mares e que é dona da Rede Diário) aos proprietários que deixasse ser transmitida nas antenas parabólicas (devido forte concorrência nas mediações de audiência principalmente nas regiões Norte, Nordeste e Centro-Oeste), por estar derrotando diversas redes, incluindo a própria Globo. Nenhum dos fatos mencionados pelos acusadores jamais foram confirmados ou desmentidos por nenhum dos envolvidos.
No mesmo dia, horas depois que a programação do Diário saiu do ar (impossibilitando Tropical continuar a retransmitir sinal) e o término da transmissão do último dia do Carnaval Maranhense em São Luís, a TV Tropical passou praticamente a improvisar: passou a exibir clipes musicais e reprises de seus programas.

#### CNT, NGT e Ulbra TV
No dia 26 de fevereiro, voltou transmitir a CNT depois de mais de 5 anos depois.
No dia 27 de fevereiro, menos de 24 horas depois, trocou CNT pela Nova Geração de Televisão (NGT).
Uma semana depois que o Canal 23 não transmitir mais a Rede Diário, a TV Tropical insere nos intervalos comerciais, o motivo de não estar transmitindo a TV Diário: alegou que as transmissões da Rede Diário "foram interrompidas por todo território brasileiro" e "em breve a TV Tropical terá a nova programação.", diz comunicado.
Na meia-noite do dia 18 de março, a TV Tropical saiu do ar. No entanto, na manhã do mesmo dia, entrou no ar com nova rede: Ulbra TV, emissora gaúcha. Na prática, a emissora trocou de rede.
A programação ficou seguinte:
Segunda às Sextas
- 12hs00: A Grande Jogada
- 12hs30: Fala Cidadão (até 13hs30)
- 15hs30: Alegria Tropical (apresentando clipes de sucessos de 2009)
- 17hs00: Alegria no Ar (só clipes, até 18hs)
- 20hs30: A Grande Jogada (Segundas até 21hs30)

Sábados
- 12hs00: Programa Edvaldo Holanda (Programa cristão evangélico até 13hs).

Domingos
- 15hs00: Programa Edvaldo Holanda (Reprise do programa de sábado até 16hs).

Em 30 de março, voltou ao vivo, depois de três meses de reprise, Alegria no Ar, agora às 15hs30min até 16hs30, que em seguida, vem a Alegria Tropical, até 18hs30min. Também nesse dia, estreou a segunda edição A Grande Jogada, até então apenas segundas-feiras, entre 20hs30-21hs30.
Na noite de 16 de abril, é a única emissora maranhense a transmitir ao vivo, direto de Brasília pela TV Justiça, o processo que cassou o mandato do então governador Jackson Lago e o vice Luiz Porto, dando posse à Roseana Sarney já pra o dia seguinte.
A transmissão da TV Tropical com a Ulbra TV durou até a madrugada do dia 27 de maio, quando após o término da exibição do filme, iniciado na noite de 26 de maio às 22 horas até por volta da meia-noite.
A programação ficou seguinte:
Segunda às Sextas
- 12hs00: A Grande Jogada
- 12hs30: Fala Cidadão (até 13hs30)
- 13hs30: Alegria Tropical (só apenas clipes musicais)
- 20hs30: A Grande Jogada (Segundas até 21hs30)
- 21hs30: Alegria Tropical (só apenas clipes musicais, até 12hs)

Sábados
- 12hs00: Programa Edvaldo Holanda
- 13hs00: Alegria Tropical (só apenas clipes musicais, até 12hs)

Domingos
- 15hs00: Programa Edvaldo Holanda
- 16hs00: Alegria Tropical (só apenas clipes musicais, até 12hs)

#### Nova Rede: Record News
Na noite do dia 18 de maio, Léo Felipe anunciou no A Grande Jogada, que a TV Tropical vai transmitir o canal de TV de notícias, a rede Record News, a nova afiliada da emissora, com assinatura do contrato previsto para o dia 5 de junho, o mesmo dia da afiliação.
Desde final de 2007, a Record News tentava ter o sinal em São Luís e região, depois que a operadora de TV a cabo TV Nordeste não transmitia desde a extinção da Rede Mulher que deu lugar a nova rede de televisão, quando dirigentes da TV Athenas (Canal 39) prometiam colocar a Record News no ar. Porém com passar do tempo, a emissora não resolvia com a Play TV, que voltou a ser Rede 21 em 2008, em trocar de rede. Além disso, frequentes quedas de sinais por poucos segundos, imagem muito clara e chuviscos, eram entraves da TV Athenas, levando os dirigentes da Record News desistir da TV Athenas e aproximaram com a TV Tropical.
No dia 26 de maio, após a exibição do filme da Ulbra TV na noite, começou a exibir clipes musicais da Alegria Tropical, incluindo a programação local. Na prática, a TV Tropical deixou de retransmitir a programação da Ulbra TV. A emissora alega que a Ulbra TV não teve a audiência esperada e a mudança foi feita necessária.

### Fim da TV Tropical em 2009
O anuncio da chegada da Record News foi feito oficialmente pelo diretor do grupo Alegria Produções, Léo Felipe, na noite do dia 1º de junho, durante a apresentação do programa esportivo A Grande Jogada Debate.
No dia 4 de junho, a emissora deixou exibir programas locais, apenas clipes do programa Alegria Tropical enquanto prepara estrutura para nova afiliação.
Às 19hs do dia 5 de junho, a TV Tropical encerrou as transmissões, colocando a logomarca de Record News São Luís Canal 23. Com isso, a única referência publicada ao site é assim: "Canal 23 agora é Record News
A partir de hoje, dia 05/06, o Maranhão passa a receber as notícias do Brasil e do mundo através da Record News canal 23. O lançamento da emissora em São Luís acontece na Churrascaria Pavan às 20 horas com a presença da diretoria geral da Record News São Paulo, além de autoridades políticas e convidados. (...) Em São Luís, o sinal chega com o mesmo propósito, levar com afinco a programação nacional a 22 municípios maranhenses com o mesmo objetivo de fornecer informação de qualidade, responsabilidade e inteira imparcialidade ao telespectador maranhense."